# Philautus petersi
Philautus petersi és una espècie de granota que es troba a Indonèsia, Malàisia, Tailàndia i, possiblement també, a Brunei.
Està amenaçada d'extinció per la pèrdua del seu hàbitat natural.